# Tour de l'Aude cycliste féminin
Le Tour de l'Aude cycliste féminin est une course cycliste par étapes disputée dans et autour du département de l'Aude, en France. Créé en 1985, le Tour de l'Aude faisait partie du calendrier féminin de l'Union cycliste internationale, en catégorie 2.2 et fut considéré à une époque comme l'un des trois grands tours féminins avec le Tour d'Italie féminin et La Grande Boucle féminine internationale.
À l'origine, la course se déroulait sur quatre jours dans une ville. Au fil des années, le Tour de l'Aude devint de plus en plus long et il attira par la suite des cyclistes de haut niveau venant du monde entier. En 2010, la course comportait 11 étapes et environ 875 kilomètres.
L'édition 2011 a été annulée faute de moyens financiers. L'organisatrice du Tour de l'Aude ne s'en relevant pas, l'épreuve disparut du calendrier, tout comme la Grande Boucle féminine internationale un an plus tôt.

## Palmarès
| Année | VainqueurJ             | Deuxième             | Troisième                 |
| ----- | ---------------------- | -------------------- | ------------------------- |
| 1985  | Janelle Parks          | Denise Burton        | Imelda Chiappa            |
| 1986  | Phyllis Hines          | Virginie Lafargue    | Alla Jakovleva            |
| 1987  | Maria Canins           | Tamara Poliakova     | Jeannie Longo             |
| 1988  | Jeannie Longo          | Maria Canins         | Lisa Brambani             |
| 1989  | Cécile Odin            | Nadesja Kibardina    | Sara Neil                 |
| 1990  | Catherine Marsal       | Leontien van Moorsel | Denise Kelly              |
| 1991  | Leontien van Moorsel   | Catherine Marsal     | Inga Thompson             |
| 1992  | Julie Young            | Maria Paola Turcutto | Inga Thompson             |
| 1993  | Jeannie Longo-Ciprelli | Leontien van Moorsel | Marion Clignet            |
| 1994  | Catherine Marsal       | Rasa Polikevičiūtė   | Aleksandra Koliaseva      |
| 1995  | Valentina Polkhanova   | Rasa Polikevičiūtė   | Svetlana Boubnenkova      |
| 1996  | Aleksandra Koliaseva   | Svetlana Boubnenkova | Catherine Marsal          |
| 1997  | Linda Jackson          | Svetlana Boubnenkova | Heidi Van De Vijver       |
| 1998  | Fabiana Luperini       | Valentina Polkhanova | Catherine Marsal          |
| 1999  | Lyne Bessette          | Hanka Kupfernagel    | Heidi Van De Vijver       |
| 2000  | Hanka Kupfernagel      | Mirjam Melchers      | Géraldine Löewenguth      |
| 2001  | Lyne Bessette          | Judith Arndt         | Susanne Ljungskog         |
| 2002  | Judith Arndt           | Valentina Polkhanova | Edita Pučinskaitė         |
| 2003  | Judith Arndt           | Lyne Bessette        | Susanne Ljungskog         |
| 2004  | Trixi Worrack          | Judith Arndt         | Kimberly Bruckner-Baldwin |
| 2005  | Amber Neben            | Trixi Worrack        | Kristin Armstrong         |
| 2006  | Amber Neben            | Susanne Ljungskog    | Trixi Worrack             |
| 2007  | Susanne Ljungskog      | Trixi Worrack        | Judith Arndt              |
| 2008  | Susanne Ljungskog      | Judith Arndt         | Trixi Worrack             |
| 2009  | Claudia Häusler        | Trixi Worrack        | Marianne Vos              |
| 2010  | Emma Pooley            | Mara Abbott          | Emma Johansson            |

## Histoire
Le Tour de l'Aude féminin est créé en 1985 par Jean Thomas, un an après le Tour de France féminin. En 1998, après la mort de Jean Thomas, sa fille Anne-Marie reprend les rênes de l'épreuve.
La course disparaît en 2010 pour des raisons principalement financières. L'organisatrice affirme par exemple que le prix de l'escorte de gendarmerie serait passé de 7 000 € à 70 000 € en l'espace d'un an. Le peu d'engouement des médias français est également une source de regrets. Dans le détail, Alfred North liste les raisons suivantes pour l'arrêt de l'épreuve :
- Désengagement du Conseil Général de l'Aude, à la suite de restrictions budgétaires.
- La candidature de la ville de Limoux pour devenir ville-étape du Tour de France.
- Le peu d'intérêt des médias.
- Le manque d'implication de la Fédération française de cyclisme, qui n'envoie ni officiels, ni équipe de France et permet en sus l'inscription au calendrier d'épreuves concurrentes.
- Le manque de participation des coureuses françaises.

## Villes étapes
Les villes suivantes, classées par ordre alphabétique, ont accueilli plusieurs étapes du Tour de l'Aude féminin :
- Axat : 7 fois (1987, 1988, 1989, 1998, 2003, 2007, 2008)
- Bram : 11 fois (1987, 1988, 1989, 1990, 1991, 1994, 1995, 2001, 2003, 2005, 2008)
- Carcassonne : 11 fois (1985, 1986, 1987, 1988, 1989, 1990, 1991, 1992, 1993, 1994, 2010)
- Castelnaudary : 23 fois (1988, 1989, 1990, 1991, 1992, 1993, 1994, 1995, 1996, 1997, 1998, 1999, 2000, 2001, 2002, 2003, 2004, 2005, 2006, 2007, 2008, 2009, 2010)
- Gruissan : 24 fois (1987,1988, 1989, 1990, 1991, 1992, 1993, 1994, 1995, 1996, 1997, 1998, 1999, 2000, 2001, 2002, 2003, 2004, 2005, 2006, 2007, 2008, 2009, 2010)
- Quillan : 6 fois (1989, 1996, 1999, 2002, 2005, 2007)
- Lézignan-Corbières : 23 fois (1986, 1987, 1990, 1991, 1992, 1993, 1994, 1995, 1996, 1997, 1998, 1999, 2000, 2001, 2002, 2003, 2004, 2005, 2006, 2007, 2008, 2009, 2010)
- Limoux : 22 fois (1986, 1990, 1991, 1992, 1993, 1994, 1995, 1996, 1997, 1998, 1999, 2000, 2001, 2002, 2003, 2004, 2005, 2006, 2007, 2008, 2009, 2010)
- Osséja : 4 fois (2007, 2008, 2009, 2010)
- Pic de Nore : 6 fois (1995, 1996, 1997, 1998, 1999, 2000)
- Port-la-Nouvelle : 7 fois (2003, 2004, 2005, 2006, 2007, 2008, 2009)
- Port-Lauragais : 8 fois (1993, 1994, 1995, 1996, 1997, 1998, 1999, 2000)
- Rieux-Minervois : 16 fois (1995, 1996, 1997, 1998, 1999, 2000, 2001, 2002, 2003, 2004, 2005, 2006, 2007, 2008, 2009, 2010)

## Records
Le tour le plus rapide a été remporté en 1990 par Catherine Marsal avec une moyenne horaire de 38,770 km/h. Elle possède de plus le record du plus grand écart sur sa poursuivante avec 8 minutes et cinq secondes sur Leontien van Moorsel.
Record de victoires d'étapes
| Coureuse            | Nombre d'étapes |
| ------------------- | --------------- |
| Ina-Yoko Teutenberg | 21              |

Petra Rossner a gagné onze étapes et Marianne Vos huit.